# لوئر الوکومن (واشینگتن)
لوئر الوکومن (به انگلیسی: Lower Elochoman) یک منطقهٔ مسکونی در ایالات متحده آمریکا است که در شهرستان واهکیکوم، واشینگتن واقع شده‌است. لوئر الوکومن ۱۸۵ نفر جمعیت دارد و ۳۳ متر بالاتر از سطح دریا واقع شده‌است.